# Courcy (Marne)
Courcy is een gemeente in het Franse departement Marne (regio Grand Est). De plaats maakt deel uit van het arrondissement Reims. In de gemeente ligt spoorwegstation Courcy - Brimont. Courcy telde op 1 januari 2022 1.262 inwoners.

## Geografie
De oppervlakte van Courcy bedroeg op 1 januari 2022 15,5 vierkante kilometer; de bevolkingsdichtheid was toen 81,4 inwoners per km².

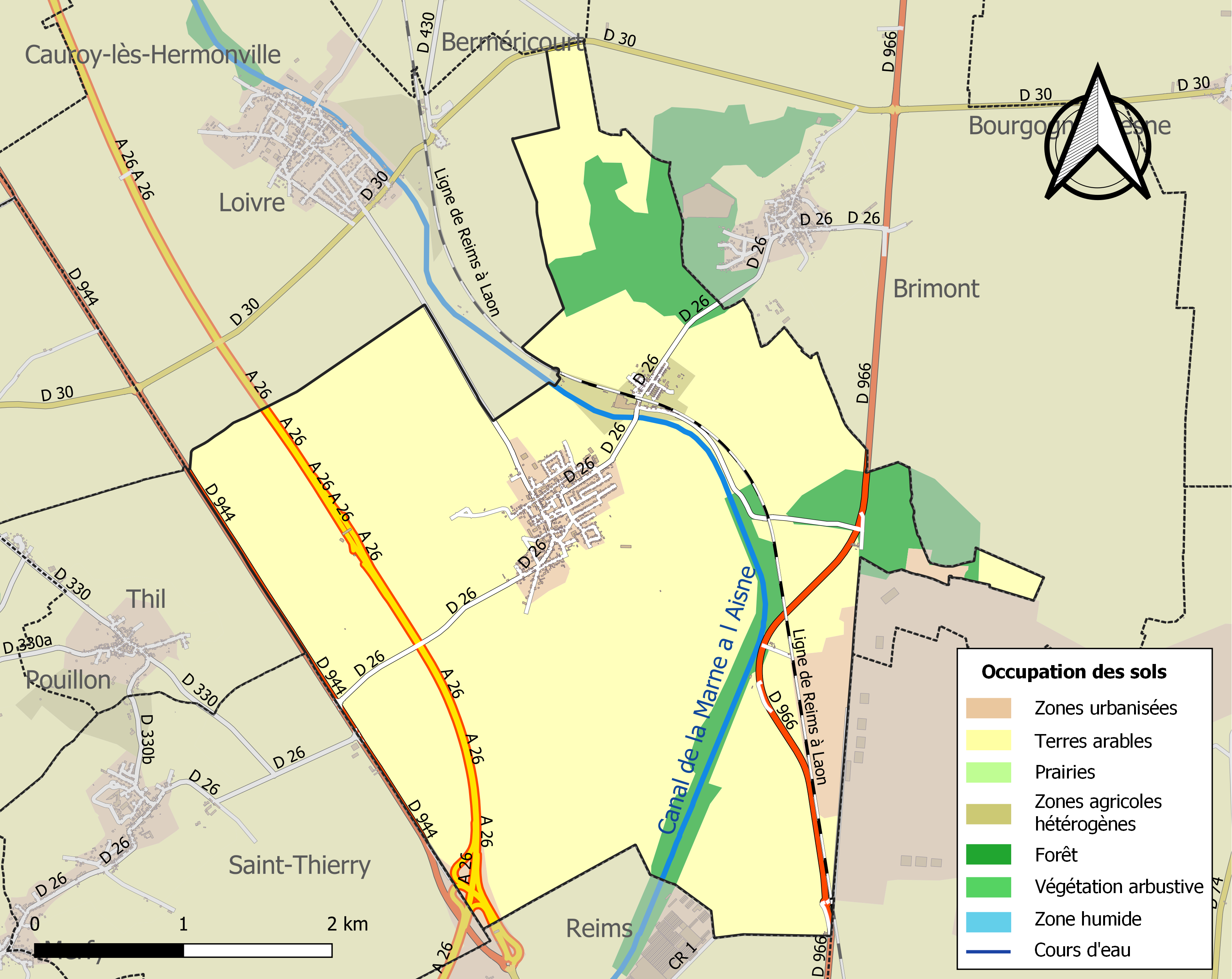
Kaart van de gemeente met de belangrijkste infrastructuur, bodemgebruik en omliggende gemeenten

## Demografie
Onderstaande figuur toont het verloop van het inwonertal (bron: INSEE-tellingen).